# Japhet Tanganga
Japhet Manzambi Tanganga (London, 1999. március 31. –) kongói származású, angol utánpótlás-válogatott labdarúgó, a Millwall játékosa.

## Pályafutása
London, Hackney-ben született. A Greig City Academy-án nevelkedett. 

### Klubcsapatban

#### Tottenham Hotspur
2009-ben azaz 10 évesen csatlakozott a klubhoz.
2020. január 11-én a csapat edzője, José Mourinho rögtön egy nagy rangadón adott neki lehetőséget a Premier Leagueben, a Liverpool ellen.

#### Augsburg
2023. szeptember 1-jén vásárlási kötelezettséggel kölcsönbe került a német Augsburg csapatához. Az itt töltött ideje alatt egy alkalommal kapott a kispadon lehetőséget, ezért 2024 januárjában visszarendelte a Tottenham.

#### Millwall
2024. január 18-án a szezon hátralévő részére kölcsönbe került a Millwall csapatához. Július 10-én véglegesítették az átigazolását.

## Statisztika
2021. december 26-i állapot szerint.
| Klub              | Szezon           | Bajnokság        | Bajnokság | Bajnokság | FA Cup | FA Cup | EFL Cup | EFL Cup | Nemzetközi | Nemzetközi | Összes | Összes |
| Klub              | Szezon           | Liga             | Mérk.     | Gólok     | Mérk.  | Gólok  | Mérk.   | Gólok   | Mérk.      | Gólok      | Mérk.  | Gólok  |
| ----------------- | ---------------- | ---------------- | --------- | --------- | ------ | ------ | ------- | ------- | ---------- | ---------- | ------ | ------ |
| Tottenham Hotspur | 2019–20          | Premier League   | 6         | 0         | 3      | 0      | 1       | 0       | 1          | 0          | 11     | 0      |
| Tottenham Hotspur | 2020–21          | Premier League   | 6         | 0         | 2      | 0      | 2       | 0       | 3          | 0          | 13     | 0      |
| Tottenham Hotspur | 2021–22          | Premier League   | 9         | 0         | 0      | 0      | 2       | 0       | 3          | 0          | 14     | 0      |
| Tottenham Hotspur | Összesen         | Összesen         | 21        | 0         | 5      | 0      | 5       | 0       | 7          | 0          | 38     | 0      |
| Karrier összesen  | Karrier összesen | Karrier összesen | 21        | 0         | 5      | 0      | 5       | 0       | 7          | 0          | 38     | 0      |

1. ↑  Mérkőzése(i) a Bajnokok Ligájában
2. ↑  Mérkőzése(i) az Európa Ligában
3. ↑  Mérkőzése(i) az UEFA Konferencia Ligában